# Peko Dapčević
Pour les articles homonymes, voir Dapčević.
Petar Dapčević, surnommé Peko, (né le 25 juin 1913 à Cetinje et mort le 10 février 1999) était un célèbre communiste yougoslave qui combattit en tant que volontaire pendant la guerre d'Espagne et commanda les Partisans pendant la Seconde Guerre mondiale. Il prit part notamment à la libération de Belgrade en 1944 du joug de la Wehrmacht.
Il était le chef d'état-major de l'Armée populaire yougoslave jusqu'en 1953 mais est démis de ses fonctions en raison de différends avec Milovan Djilas. Il meurt à l'âge de 85 ans en 1999 à Belgrade.